# Bouwe Bekking

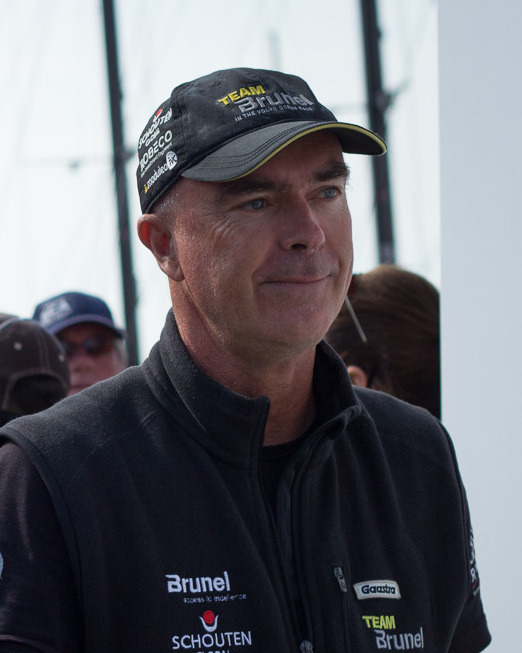
Bekking tijdens de 2014-15 race in Alicante

Bouwe Bekking (Deventer, 17 juni 1963) is een Nederlands zeiler.
Hij is met name bekend vanwege zijn acht deelnames aan de Volvo Ocean Race, waarvan vier keer als schipper. Zijn acht deelnames zijn een internationaal record in de Volvo Ocean Race. In de editie van 2005-06 was hij schipper van de Movistar maar kon de race vanwege technische problemen aan het kielsysteem niet voltooien. In de wedstrijd van 2008-09 voer hij op het schip Telefonica Blue, waarmee hij als derde finishte. In de editie van 2014-15 behaalde hij als schipper van het Nederlandse Team Brunel een tweede plaats achter het zeilteam Abu Dhabi Ocean Racing. In de editie van 2017-18 was hij opnieuw schipper van Team Brunel.
Bekking heeft overwinningen behaald in onder andere de Admiral's Cup, de Newport Bermuda Race, de Sydney to Hobart Yacht Race en de Sardinia Cup.